# 達留什·科瓦盧克
達留什·科瓦盧克（波蘭語：Dariusz Kowaluk，1996年4月16日—），波蘭田徑運動員，他代表波蘭隊參加了日本舉行的2020年夏季奧林匹克運動會，並且在混合4×400米接力比賽上獲得金牌。